# Jack Quinn
John Francis Quinn , Jr., detto Jack (Buffalo, 13 aprile 1951), è un politico statunitense, membro della Camera dei Rappresentanti per lo stato di New York dal 1993 al 2005.

## Biografia
Nato a Buffalo, Quinn si laureò all'Università di Buffalo e lavorò per dieci anni come insegnante di inglese ad Orchard Park.
Entrato in politica con il Partito Repubblicano, tra il 1982 e il 1984 fu membro del consiglio comunale di Hamburg, per poi rivestire la carica di town supervisor fino al 1993.
In quell'anno fu infatti eletto deputato alla Camera dei Rappresentanti, pur essendosi candidato in un distretto congressuale favorevole ai democratici. Negli anni successivi fu riconfermato dagli elettori per altri cinque mandati, fin quando nel 2004 annunciò la propria intenzione di non ricandidarsi ulteriormente, lasciando così il Congresso dopo dodici anni.
Durante la sua permanenza alla Camera, Quinn era considerato un repubblicano moderato e bipartisan. Fu inoltre un grande sostenitore dell'Amtrak.